# Сазонов, Евстафий Иванович
Евстафий Иванович Сазонов (12 августа 1911 — 13 июня 1976) — передовик советского сельского хозяйства, комбайнёр МТС «Авангард» Акмолинского района Акмолинской области, Герой Социалистического Труда (1957).

## Биография
Родился в 1911 году в селе Тишанка Усть-Медведицкого округа Области Войска Донского. Русский.
После окончания сельской школы пошёл работать. Трудился кузнецом, механиком и механизатором в МТС Приволжья.
В 1931 году по комсомольской путёвке отправляется работать в Казахскую АССР. Работал кузнецом автогаража в селе Осакаровка, а в 1933 году перешёл работать механизатором МТС «Авангард» Акмолинского района Карагандинской области. Прекрасно освоил все виды техники и стал передовиком производства. По итогам уборочной страды 1950 и 1951 года награждён двумя орденами Ленина.
В уборку 1956 году на сцепе двух комбайнов убрал хлеба на площади 1217 гектаров и намолотил 17019 центнеров зерна. Его агрегат работал по 20-22 часа в сутки.
Указом Президиума Верховного Совета СССР от 11 января 1957 года за особо выдающиеся успехи, достигнутые при освоении целинных земель, и получение высокого урожая Евстафию Ивановичу Сазонову было присвоено звание Героя Социалистического Труда с вручением ордена Ленина и медали «Серп и Молот».
Продолжал работать и добиваться высоких результатов по уборке зерновых. После реорганизации МТС, в 1961 году, перешёл работать механизатором в совхоз «Новоишимский». В 1965 году вышел на пенсию.
Последние годы жизни проживал в селе Новоишимка Целиноградского района Акмолинской области.
Умер 13 июня 1976 года. Похоронен на кладбище села Жанаесиль.

## Награды
- золотая звезда «Серп и Молот» (11.01.1957)
- три ордена Ленина (13.06.1951, 09.06.1952, 11.01.1957)
- Орден Трудового Красного Знамени (29.03.1948)
- Медаль «За трудовую доблесть» (22.06.1950)
- другие медали
- Заслуженный механизатор Казахской ССР